# Bonaventure Djonkep
Bonaventure Djonkep (Bafang, 20 agosto 1961) è un allenatore di calcio ed ex calciatore camerunese, di ruolo attaccante.

## Palmarès

### Club

#### Competizioni nazionali
- Campionato camerunese: 1

Union Douala: 1990
- Coppa del Camerun: 1

Union Douala: 1985